# Laagpakket van Waubach

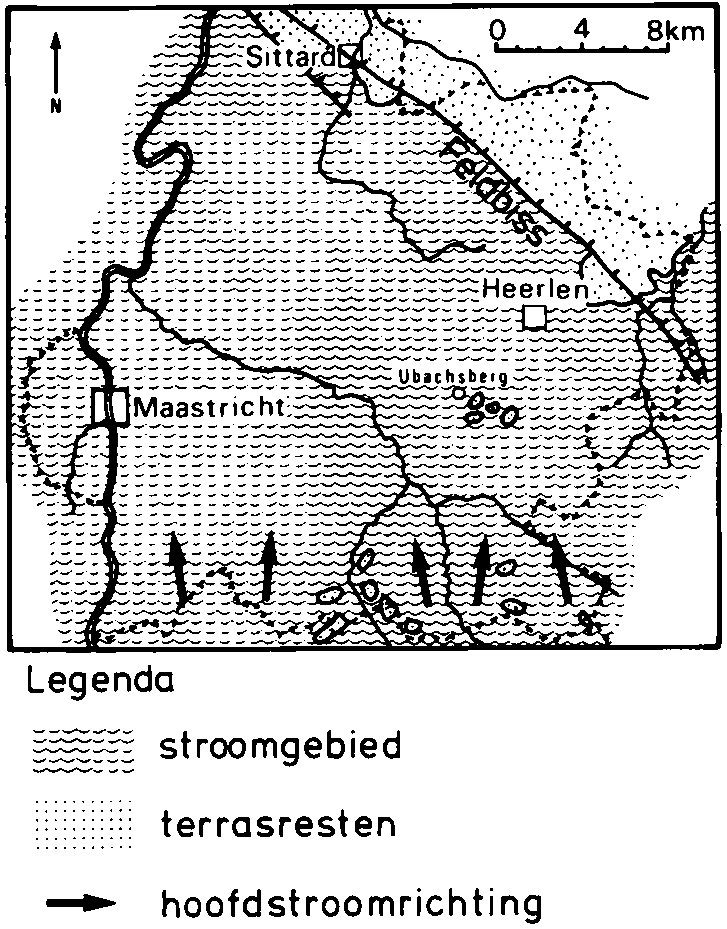
De Waubach-fase van de Oermaas, de fase waarin het Laagpakket van Waubach werd afgezet

Het Laagpakket van Waubach, voorheen ook bekend als de Afzettingen van Waubach, Waubach Grind en Waubach Zanden, is een afzetting uit de Kiezeloöliet Formatie in de Boven-Noordzee Groep. Het laagpakket werd afgezet in de Waubach-fase van de Oermaas in het laat Mioceen tot vroeg Plioceen.
De afzetting is vernoemd naar het dorp Waubach.

## Geschiedenis
De oudste herkenbare sporen van de toenmalige Maas, de Oermaas, werden tijdens het Boven-Mioceen in het Tertiair afgezet door de rivier, het Laagpakket van Waubach. In die tijd was er in Zuid-Limburg nog geen sprake van een dalenlandschap, maar maakte het gebied samen met de Ardennen deel uit van een uitgestrekte schiervlakte. Verspreid over deze vlakte werden de grindrijke afzettingen van dit laagpakket als een puinwaaier afgezet.

## Restanten
Aan het einde van het Tertiair, rond de overgang Plioceen - Pleistoceen, vond de opheffing van de Ardennen en het Rijnlands Leisteenplateau plaats. Deze opheffing had grote invloed op het Zuid-Limburgse gebied. Het gebied ten zuiden van de Feldbissbreuk (de breuk die loopt langs de lijn Sittard-Kerkrade) werd mee opgeheven, terwijl het gebied ten noorden van deze breuk, de zogenaamde Roerdalslenk, daalde. In deze Roerdalslenk bleven de afzettingen van de Kiezeloöliet Formatie voor de erosie gespaard, terwijl zij ten zuiden van de Feldbissbreuk vrijwel geheel werden geërodeerd en alleen erosieresten bewaard bleven. Deze erosieresten zijn terug te vinden in de gebieden die buiten het sedimentatiegebied van de Maas zijn gelegen, dus op de resten van de oorspronkelijke schiervlakte. Tot deze schiervlakte behoren de hooggelegen gebieden zuidelijk van Noorbeek, Epen en Slenaken, het plateau van de Vijlenerbossen en de Vaalserberg en het aangrenzende Belgische gebied. Op dit plateau, gelegen boven 250 meter boven NAP, zijn er talrijke dolines die ontstaan zijn door oplossing van de onderliggende kalksteen waarin resten van het Laagpakket van Waubach bewaard zijn gebleven. Een dunne bestrooiing komt voor op het zogenaamde Eiland van Ubachsberg, een hooggelegen gebied op een oude carbonische opwelving.

## Afzettingen
Het Laagpakket van Waubach bestaat uit Maasgrind, zand en klei die door de Oermaas is afgezet. Het zand is wit tot bleekgrijs van kleur is matig fijn tot uiterst grof van formaat (150-2000 µm), sterk grindig waarin sporadisch oölitische vuursteen voorkomt, deels gelithificeerd en de kleilagen zijn slecht ontwikkeld. De afzettingen bestaan voor het grootste deel uit grind-zand- en zand-grind-mengsels met inschakelingen van enkele lokale kleilagen. Dit zijn de oudste bewaard gebleven sedimenten van de Oermaas. In deze kwartsrijke grind-zand- en zand-grindmengsels komen plaatselijk verontreinigingen voor van ijzer- en of mangaanverbindingen. Bij selectieve exploitatie, wassen en zeven is het mogelijk hoogwaardige grindmengsels samen te stellen.
Het Laagpakket Waubach is opgebouwd uit goed afgerond, sterk gebleekt grind dat voor circa 80% uit kwarts bestaat. Dit hoge kwartspercentage is voor een groot deel toe te schrijven aan sterke verwering waardoor een relatieve aanrijking van kwarts heeft plaatsgevonden. Het grind bevat verder verkiezelde Jurakalkstenen waaronder de karakteristieke kiezeloölieten en verkiezelde fossielen uit een herkomstgebied aan de rand van het Bekken van Parijs. Goed afgeronde dichte kwartsieten en fraaie lydieten werden opgenomen uit het Bontzandsteenconglomeraat ten zuiden van Épinal. Typische Ardennengesteenten, zoals Revinienkwartsieten komen slechts in geringe percentages voor waaruit blijkt dat insnijding in de Ardennen nog niet had plaatsgevonden.

## Winning
Grote groeven in het Laagpakket van Waubach bevinden zich in het gebied ten noorden van de Feldbissbreuk tussen Waubach en Brunssum waar dit grind wordt gegraven voor de betonindustrie en wegenbouw. Een van de groeves waar zand uit de afzettingen werd gewonnen bevond zich op de Brunssummerheide.